# 渡辺黙禅
渡辺 黙禅（わたなべ もくぜん、1870年7月10日（明治3年6月12日） - 1945年（昭和20年）11月18日）とは明治時代から昭和時代にかけての小説家。

## 来歴
羽前国（現・山形県）生まれ。本名は渡辺末蔵。東京専門学校を卒業の後、1890年に山形県に戻り『奥羽日報』を創刊したが、1894年に『やまと新聞』に入社している。その後は方々の新聞社において記者生活をした後、小説を執筆し始めた。その作風は従来の草双紙、講談本に似た古い形式のものであった。

## 作品
- 『大和撫子』 駸々堂 1905年 口絵は井川洗厓、鏑木清方
- 『玉とり姫』前後 隆文館 1907年 口絵は宮川春汀
- 『風流菩薩』上下 盛林堂 1910年 口絵は井川洗厓
- 『美人魔』上 樋口隆文館 1911年 口絵は長谷川貞信 (3代目)
- 『天狗武士』 盛進堂 1911年 口絵は井川洗厓
- 『匕首芸者』上下 樋口隆文館 1911年 口絵は長谷川貞信 (3代目)
- 『鬼梶原』上中下 樋口隆文館 1911年 口絵は長谷川貞信 (3代目)
- 『変化島田』上中下 三芳屋 1911年 口絵は井川洗厓
- 『雷鳴六郎』後 樋口隆文館 1911年 口絵は井川洗厓
- 『天狗太郎』 三芳屋 1912年 口絵は小峰大羽
- 『女獅子』 樋口隆文館 1912年 口絵は赤井恒茂